# 增强型X射线时变与偏振空间天文台
增强型X射线时变与偏振空间天文台（英語：enhanced X-ray Timing and Polarimetry mission, eXTP）是由中国发起的一项国际合作X射线科研项目，计划2027年左右发射升空。

## 历史
2009年11月，XTP预先研究课题开题。自2011年以来，eXTP的前身（XTP任务概念）已被选为并获资助成为中国科学院战略优先空间科学计划的背景任务之一。该项目于2018年3月2日正式启动了“深化”背景型号研究，并于同年7月4日在中国科学院战略性先导科技专项“空间科学（二期）”启动会上启动了“重大”背景型号研究，同时是“慧眼”卫星的后续项目。该课题已于2019年6月下旬通过开题评审，这标志着eXTP空间天文台正式启动方案阶段研制工作。eXTP国际财团包括中国科学院和一些中国大学，以及几个欧洲国家和其他国际合作伙伴，欧洲的大力参与大大增强了eXTP的科学能力。该任务计划于2027年左右发射。

## 目标
eXTP天文台旨在通过X射线研究探索黑洞、中子星等天体。该计划致力于对天体辐射出的X射线的时变和偏振进行测量，通过观测黑洞奇点附近物质和辐射的行为以及中子星附近的真空涨落的行为，同时观测这些中子星是否实际是夸克星，来深入理解密度，引力和磁场的极端条件下的物质状态和基本物理规律，测量高磁化恒星中的QED效应以及强重力场中的吸积效应。主要目标包括孤立中子星和中子星双星，强磁场系统（如磁星）及恒星质量和超大质量黑洞。

## 科学设备
该任务准备携带一套独特且前所未有的先进科学仪器，将是世界上首次实现对能量在0.5-30 keV（及更高）范围内的X射线宇宙源同时进行“能谱—时变”与“时变—偏振”的观测研究。中国将提供能谱测量聚焦望远镜阵列（英語：Spectroscopic Focusing Array, SFA）和偏振测量聚焦望远镜阵列（英語：Polarimetry Focusing Array, PFA），而欧洲参与方将开发大面积准直型望远镜阵列（英語：Large Area Detector, LAD）和广角监视器（英語：Wide Field Monitor, WFM）。捷克参与了LAD的设计和制造。